# Elezioni regionali in Spagna del 2007
Le elezioni regionali in Spagna del 2007 si tennero il 27 maggio, interessando 13 comunità autonome e le due città autonome di Ceuta e di Melilla.
Le consultazioni non ebbero luogo in Andalusia (la cui assemblea era stata rinnovata alle elezioni del 2004), in Galizia e nei Paesi Baschi (andate al voto in occasione delle elezioni del 2005) e in Catalogna (il cui parlamento era stato rinnovato alle elezioni del 2006).

## Risultati

### Aragona
| Liste  | Liste                                               | Voti    | %     | Seggi |
| ------ | --------------------------------------------------- | ------- | ----- | ----- |
|        | Partito Socialista Operaio Spagnolo                 | 276 415 | 41,14 | 30    |
|        | Partito Popolare                                    | 208 642 | 31,06 | 23    |
|        | Partito Aragonese                                   | 81 135  | 12,08 | 9     |
|        | Unione Aragonese                                    | 54 752  | 8,15  | 4     |
|        | Sinistra Unita                                      | 27 440  | 4,08  | 1     |
|        | I Verdi - Federazione degli Indipendenti di Aragona | 4 417   | 0,66  | –     |
|        | Partito Cittadini Uniti di Aragona                  | 2 463   | 0,37  | –     |
|        | Partito Famiglia e Vita                             | 1 105   | 0,16  | –     |
|        | Partito Umanista                                    | 577     | 0,09  | –     |
|        | Voti in bianco                                      | 14 890  | 2,22  | –     |
| Totale | Totale                                              | 671 836 | 100   | 67    |

### Asturie
| Liste  | Liste                                               | Voti    | %     | Seggi |
| ------ | --------------------------------------------------- | ------- | ----- | ----- |
|        | Partito Socialista Operaio Spagnolo                 | 252 201 | 42,04 | 21    |
|        | Partito Popolare                                    | 248 907 | 41,50 | 20    |
|        | Sinistra Unita - Blocco per le Asturie - Verdi      | 58 114  | 9,69  | 4     |
|        | Unità Rinnovatrice Asturiana - Partito Asturiano    | 13 314  | 2,22  | –     |
|        | Unità (Sinistra Asturiana - I Verdi - Gruppo Verde) | 4 119   | 0,69  | –     |
|        | Andecha Astur                                       | 2 770   | 0,46  | –     |
|        | Partito Comunista dei Popoli di Spagna              | 2 001   | 0,33  | –     |
|        | Sinistra Repubblicana                               | 1 707   | 0,28  | –     |
|        | Democrazia Nazionale                                | 884     | 0,15  | –     |
|        | Consiglio Asturiano                                 | 782     | 0,13  | –     |
|        | Convergenza Democratica Asturiana                   | 581     | 0,10  | –     |
|        | Voti in bianco                                      | 14 458  | 2,41  | –     |
| Totale | Totale                                              | 599 838 | 100   | 45    |

- Risultati derivanti dalla sommatoria dei dati su base circoscrizionale.

### Baleari
| Liste  | Liste                                              | Voti    | %     | Seggi |
| ------ | -------------------------------------------------- | ------- | ----- | ----- |
|        | Partito Popolare                                   | 192 577 | 46,02 | 28    |
|        | Partito Socialista Operaio Spagnolo                | 115 477 | 27,60 | 16    |
|        | Blocco per Maiorca                                 | 37 572  | 8,98  | 4     |
|        | Unione Maiorchina                                  | 28 178  | 6,73  | 3     |
|        | PSOE - Ibiza per il Cambiamento                    | 19 094  | 4,56  | 6     |
|        | PSM-Intesa Nazionalista - Verdi                    | 3 292   | 0,79  | 1     |
|        | Raggruppamento Sociale Indipendente                | 1 921   | 0,46  | –     |
|        | Raggruppamento Popolare Indipendente di Formentera | 1 795   | 0,43  | 1     |
|        | Sinistra Unita                                     | 1 728   | 0,41  | –     |
|        | PSOE - Gente per Formentera                        | 1 456   | 0,35  | –     |
|        | Cittadini in Bianco                                | 1 216   | 0,29  | –     |
|        | Altri <0,25%                                       | 5 525   | 1,32  | –     |
|        | Voti in bianco                                     | 8 613   | 2,06  | –     |
| Totale | Totale                                             | 418 444 | 100   | 59    |

- Risultati derivanti dalla sommatoria dei dati su base circoscrizionale.

### Canarie
| Liste  | Liste                                                          | Voti    | %     | Seggi |
| ------ | -------------------------------------------------------------- | ------- | ----- | ----- |
|        | Partito Socialista Operaio Spagnolo                            | 322 833 | 34,51 | 26    |
|        | Partito Popolare                                               | 224 883 | 24,04 | 19    |
|        | Coalizione Canaria - Partito Nazionalista Canario              | 222 905 | 23,83 | 15    |
|        | Nuove Canarie                                                  | 50 749  | 5,43  | –     |
|        | Centro Canario                                                 | 46 676  | 4,99  | –     |
|        | I Verdi                                                        | 17 793  | 1,90  | –     |
|        | Impegno per la Gran Canaria                                    | 8 512   | 0,91  | –     |
|        | Sinistra Unita                                                 | 6 558   | 0,70  | –     |
|        | Alternativa Popolare Canaria - Alternativa Cittadina 25 Maggio | 4 824   | 0,52  | –     |
|        | Coalizione Canaria - Raggruppamento Herreno Indipendente       | 2 973   | 0,32  | –     |
|        | Alternativa Nazionalista Canaria                               | 2 539   | 0,27  | –     |
|        | Altri <0,25%                                                   | 10 978  | 1,17  | –     |
|        | Voti in bianco                                                 | 13 237  | 1,42  | –     |
| Totale | Totale                                                         | 935 460 | 100   | 60    |

- Risultati derivanti dalla sommatoria dei dati su base circoscrizionale.
- Nuove Canarie si presenta come Nuova Fuerteventura e Nuova Gran Canaria; i risultati includono inoltre le liste congiunte con Partito Nazionalista di Lanzarote e con Iniziativa per La Palma.
- Coalizione Canaria e Partito Nazionalista Canario si presentano in liste fra loro concorrenti nella circoscrizione di El Hierro (ove la Coalizione Canaria si presenta insieme al Raggruppamento Herreno Indipendente).

### Cantabria
| Liste  | Liste                                                     | Voti    | %     | Seggi |
| ------ | --------------------------------------------------------- | ------- | ----- | ----- |
|        | Partito Popolare                                          | 143 610 | 41,48 | 17    |
|        | Partito Regionalista di Cantabria                         | 99 159  | 28,64 | 12    |
|        | Partito Socialista Operaio Spagnolo                       | 84 982  | 24,54 | 10    |
|        | Assemblea per la Cantabria                                | 6 511   | 1,88  | –     |
|        | Consiglio Asturiano                                       | 1 262   | 0,36  | –     |
|        | L'Unione                                                  | 1 206   | 0,35  | –     |
|        | Partito Animalista Contro il Maltrattamento degli Animali | 965     | 0,28  | –     |
|        | Partito Comunista dei Popoli di Spagna                    | 728     | 0,21  | –     |
|        | Centro Democratico Liberale                               | 656     | 0,19  | –     |
|        | Falange Española de las JONS                              | 483     | 0,14  | –     |
|        | Alternativa Motore e Sport                                | 416     | 0,12  | –     |
|        | Partito Umanista                                          | 343     | 0,10  | –     |
|        | Voti in bianco                                            | 5 923   | 1,71  | –     |
| Totale | Totale                                                    | 346 244 | 100   | 39    |

### Castiglia-La Mancia
| Liste  | Liste                               | Voti      | %     | Seggi |
| ------ | ----------------------------------- | --------- | ----- | ----- |
|        | Partito Socialista Operaio Spagnolo | 572 849   | 51,96 | 26    |
|        | Partito Popolare                    | 467 319   | 42,38 | 21    |
|        | Sinistra Unita                      | 37 753    | 3,42  | –     |
|        | I Verdi d'Europa                    | 3 542     | 0,32  | –     |
|        | Tierra Comunera                     | 2 525     | 0,23  | –     |
|        | Unità Castigliana                   | 1 213     | 0,11  | –     |
|        | La Falange                          | 1 071     | 0,10  | –     |
|        | Partito Regionalista di Guadalajara | 619       | 0,06  | –     |
|        | Unità Regionale Indipendente        | 610       | 0,06  | –     |
|        | Partito Umanista                    | 572       | 0,05  | –     |
|        | Sinistra Repubblicana               | 410       | 0,04  | –     |
|        | Voti in bianco                      | 14 080    | 1,28  | –     |
| Totale | Totale                              | 1 102 563 | 100   | 47    |

### Castiglia e León
| Liste  | Liste                                                  | Voti      | %     | Seggi |
| ------ | ------------------------------------------------------ | --------- | ----- | ----- |
|        | Partito Popolare                                       | 748 746   | 49,17 | 48    |
|        | Partito Socialista Operaio Spagnolo                    | 574 596   | 37,73 | 33    |
|        | Sinistra Unita                                         | 46 878    | 3,08  | –     |
|        | Unión del Pueblo Leonés                                | 40 781    | 2,68  | 2     |
|        | Candidatura Indipendente - Partito di Castiglia e León | 16 435    | 1,08  | –     |
|        | Tierra Comunera - Alternativa per Castiglia e León     | 16 069    | 1,06  | –     |
|        | Unione del Popolo Salmantino                           | 7 965     | 0,52  | –     |
|        | I Verdi                                                | 5 562     | 0,37  | –     |
|        | I Verdi d'Europa                                       | 5 481     | 0,36  | –     |
|        | Partito Autonomista Leonese - Unità Leonese            | 4 972     | 0,33  | –     |
|        | Altri <0,25%                                           | 5 106     | 0,34  | –     |
|        | Voti in bianco                                         | 30 200    | 1,98  | –     |
| Totale | Totale                                                 | 1 522 791 | 100   | 83    |

### Estremadura
| Liste  | Liste                                                     | Voti    | %     | Seggi |
| ------ | --------------------------------------------------------- | ------- | ----- | ----- |
|        | Partito Socialista Operaio Spagnolo                       | 352 342 | 53,00 | 38    |
|        | Partito Popolare - Estremadura Unita                      | 257 392 | 38,71 | 27    |
|        | Sinistra Unita - Socialisti Indipendenti dell'Estremadura | 30 028  | 4,52  | –     |
|        | Indipendenti per l'Estremadura                            | 8 389   | 1,26  | –     |
|        | I Verdi di Estremadura                                    | 4 082   | 0,61  | –     |
|        | Unione del Popolo Estremegno                              | 1 520   | 0,23  | –     |
|        | Iniziativa Sostenibile                                    | 958     | 0,14  | –     |
|        | Partito Comunista dei Popoli di Spagna                    | 903     | 0,14  | –     |
|        | Cittadini in Bianco                                       | 499     | 0,08  | –     |
|        | Centro Democratico e Sociale                              | 445     | 0,07  | –     |
|        | Partito Umanista                                          | 370     | 0,06  | –     |
|        | Voti in bianco                                            | 7 926   | 1,19  | –     |
| Totale | Totale                                                    | 664 854 | 100   | 65    |

- Risultati derivanti dalla sommatoria dei dati su base circoscrizionale.

### La Rioja
| Liste  | Liste                               | Voti    | %     | Seggi |
| ------ | ----------------------------------- | ------- | ----- | ----- |
|        | Partito Popolare                    | 84 382  | 48,81 | 17    |
|        | Partito Socialista Operaio Spagnolo | 69 858  | 40,41 | 14    |
|        | Partito Riojano                     | 10 369  | 6,00  | 2     |
|        | Sinistra Unita                      | 5 292   | 3,06  | –     |
|        | Voti in bianco                      | 2 977   | 1,72  | –     |
| Totale | Totale                              | 172 878 | 100   | 33    |

### Comunità di Madrid
| Liste  | Liste                                                     | Voti      | %     | Seggi |
| ------ | --------------------------------------------------------- | --------- | ----- | ----- |
|        | Partito Popolare                                          | 1 592 162 | 53,29 | 67    |
|        | Partito Socialista Operaio Spagnolo                       | 1 002 862 | 33,57 | 42    |
|        | Sinistra Unita                                            | 264 782   | 8,86  | 11    |
|        | I Verdi                                                   | 33 044    | 1,11  | –     |
|        | Partito Animalista Contro il Maltrattamento degli Animali | 6 877     | 0,23  | –     |
|        | Alternativa Spagnola                                      | 5 039     | 0,17  | –     |
|        | Per un Mondo più Giusto                                   | 5 024     | 0,17  | –     |
|        | Partito Comunista dei Popoli di Spagna                    | 4 231     | 0,14  | –     |
|        | Democrazia Nazionale                                      | 3 518     | 0,12  | –     |
|        | Falange Española de las JONS                              | 3 123     | 0,10  | –     |
|        | Altri <0,10%                                              | 15 419    | 0,52  | –     |
|        | Voti in bianco                                            | 51 665    | 1,73  | –     |
| Totale | Totale                                                    | 2 987 746 | 100   | 120   |

### Murcia
| Liste  | Liste                               | Voti    | %     | Seggi |
| ------ | ----------------------------------- | ------- | ----- | ----- |
|        | Partito Popolare                    | 379 011 | 58,30 | 29    |
|        | Partito Socialista Operaio Spagnolo | 207 998 | 32,00 | 15    |
|        | Sinistra Unita                      | 40 633  | 6,25  | 1     |
|        | Coalizione Regionale dei Cittadini  | 8 139   | 1,25  | –     |
|        | Centro Democratico Liberale         | 3 744   | 0,58  | –     |
|        | Democrazia Nazionale                | 1 006   | 0,15  | –     |
|        | Falange Española de las JONS        | 774     | 0,12  | –     |
|        | Partito Centrista                   | 124     | 0,02  | –     |
|        | Voti in bianco                      | 8 642   | 1,33  | –     |
| Totale | Totale                              | 650 071 | 100   | 45    |

- La fonte ufficiale fornisce dati incompleti (cfr. risultati)

### Navarra
| Liste  | Liste                                      | Voti    | %     | Seggi |
| ------ | ------------------------------------------ | ------- | ----- | ----- |
|        | Unión del Pueblo Navarro                   | 139 132 | 42,19 | 22    |
|        | Nafarroa Bai                               | 77 872  | 23,62 | 12    |
|        | Partito Socialista Operaio Spagnolo        | 74 158  | 22,49 | 12    |
|        | Convergenza dei Democratici di Navarra     | 14 412  | 4,37  | 2     |
|        | Sinistra Unita                             | 14 337  | 4,35  | 2     |
|        | Rappresentazione della Cannabis di Navarra | 4 705   | 1,43  | –     |
|        | Partito Carlista                           | 541     | 0,16  | –     |
|        | Voti in bianco                             | 4 581   | 1,39  | –     |
| Totale | Totale                                     | 329 738 | 100   | 50    |

### Comunità Valenciana
| Liste  | Liste                                                 | Voti      | %     | Seggi |
| ------ | ----------------------------------------------------- | --------- | ----- | ----- |
|        | Partito Popolare                                      | 1 277 458 | 52,52 | 54    |
|        | Partito Socialista Operaio Spagnolo                   | 838 987   | 34,49 | 38    |
|        | Sinistra Unita - BLOC - Verdi - Sinistra Repubblicana | 195 116   | 8,02  | 7     |
|        | Unione Valenciana - I Verdi Ecopacifisti              | 22 789    | 0,94  | –     |
|        | Coalizione Valenciana                                 | 17 331    | 0,71  | –     |
|        | Sinistra Repubblicana del Paese Valenciano            | 11 686    | 0,48  | –     |
|        | Partito Socialdemocratico                             | 10 187    | 0,42  | –     |
|        | Spagna 2000                                           | 5 934     | 0,24  | –     |
|        | Partito Comunista dei Popoli di Spagna                | 4 088     | 0,17  | –     |
|        | Uniti per Valencia                                    | 2 559     | 0,11  | –     |
|        | Falange Autentica                                     | 2 493     | 0,10  | –     |
|        | Altri <0,10%                                          | 9 478     | 0,39  | –     |
|        | Voti in bianco                                        | 34 348    | 1,41  | –     |
| Totale | Totale                                                | 2 432 454 | 100   | 99    |